# Record de France de natation messieurs du 50 mètres brasse
Le record de France de natation sportive messieurs pour l'épreuve du 50 mètres brasse concerne les records obtenus par les athlètes dans cette épreuve en bassin de 50 et 25 mètres.

## Bassin de 50 mètres
| Temps   | Athlète               | Naissance | Âge | Équipe                          | Compétition                | Lieu                | Date            |
| ------- | --------------------- | --------- | --- | ------------------------------- | -------------------------- | ------------------- | --------------- |
| 31 s 42 | Thierry Pata          | 1965      | 19  | Canet 66 Natation               |                            | Schiltigheim        | 15 mars 1984    |
| 31 s 24 | Nicolas Boucher       | 1963      | 21  | Dauphins du TOEC                |                            | Schiltigheim        | 15 mars 1984    |
| 31 s 05 | Jacques Sany          | 1961      | 23  | Dauphins du TOEC                |                            | Schiltigheim        | 15 mars 1984    |
| 30 s 48 | Eric Gastaldello      | 1964      | 20  | USB Longwy Natation             |                            | Schiltigheim        | 15 mars 1984    |
| 30 s 00 | Eric Gastaldello      | 1964      | 20  | USB Longwy Natation             |                            | Schiltigheim        | 15 mars 1984    |
| 29 s 41 | Nicolas Boucher       | 1963      | 22  | Dauphins du TOEC                |                            | Dunkerque           | 14 août 1985    |
| 29 s 36 | David Leblanc         | 1968      | 20  | Racing club de France           |                            | Vittel              | 19 mars 1988    |
| 29 s 23 | Cédric Pénicaud       | 1971      | 19  | Limoges Otaries Club            |                            | La Rochelle         | 22 mars 1990    |
| 29 s 22 | Stéphane Vossart      | 1971      | 20  | AAE Péronne                     |                            | Saint-Étienne       | 27 avril 1991   |
| 28 s 96 | Stéphane Vossart      | 1971      | 21  | AAE Péronne                     |                            | Dunkerque           | 2 avril 1992    |
| 28 s 82 | Vladimir Latocha      | 1973      | 21  | Dauphins du TOEC                | Championnats de France     | Lille               | 16 mars 1994    |
| 28 s 81 | Vladimir Latocha      | 1973      | 22  | Dauphins du TOEC                | Championnats de France     | Canet-en-Roussillon | 14 juillet 1995 |
| 28 s 64 | Vladimir Latocha      | 1973      | 23  | Dauphins du TOEC                | Championnats de France     | Dunkerque           | 7 avril 1996    |
| 28 s 44 | Hugues Duboscq        | 1981      | 20  | Club nautique havrais           | Championnats du monde      | Fukuoka             | 28 juillet 2001 |
| 28 s 40 | Hugues Duboscq        | 1981      | 20  | Club nautique havrais           | Championnats du monde      | Fukuoka             | 28 juillet 2001 |
| 28 s 38 | Hugues Duboscq        | 1981      | 21  | Club nautique havrais           | Championnats de France     | Chalon-sur-Saône    | 16 avril 2002   |
| 28 s 28 | Hugues Duboscq        | 1981      | 21  | Club nautique havrais           | Championnats de France     | Chalon-sur-Saône    | 18 avril 2002   |
| 28 s 24 | Hugues Duboscq        | 1981      | 21  | Club nautique havrais           | Championnats de France     | Chalon-sur-Saône    | 18 avril 2002   |
| 28 s 14 | Hugues Duboscq        | 1981      | 21  | Club nautique havrais           | Championnats d'Europe (s)  | Berlin              | 1er août 2002   |
| 28 s 11 | Hugues Duboscq        | 1981      | 21  | Club nautique havrais           | Championnats d'Europe (d)  | Berlin              | 1er août 2002   |
| 27 s 79 | Hugues Duboscq        | 1981      | 24  | Club nautique havrais           | Championnats du monde (s)  | Montréal            | 26 juillet 2005 |
| 27 s 73 | Hugues Duboscq        | 1981      | 24  | Club nautique havrais           | Championnats du monde (d)  | Montréal            | 26 juillet 2005 |
| 27 s 50 | Giacomo Perez-Dortona | 1989      | 20  | Cercle des nageurs de Marseille | Championnats de France (s) | Montpellier         | 22 avril 2009   |
| 27 s 44 | Giacomo Perez-Dortona | 1989      | 20  | Cercle des nageurs de Marseille | Championnats de France (d) | Montpellier         | 22 avril 2009   |
| 27 s 36 | Giacomo Perez-Dortona | 1989      | 20  | Cercle des nageurs de Marseille | Championnats de France (f) | Montpellier         | 22 avril 2009   |
| 27 s 34 | Jérémie Delbois       | 2001      | 24  | l’Olympic Nice Natation         | Championnats de France (d) | Montpellier         | 17 juin 2025    |
| 27 s 02 | Antoine Viquerat      | 1998      | 26  | Dauphins du TOEC                | Championnats de France (f) | Montpellier         | 17 juin 2025    |
| 26 s 93 | Antoine Viquerat      | 1998      | 26  | Dauphins du TOEC                | Championnats du monde (d)  | Singapour           | 29 juillet 2025 |

## Bassin de 25 mètres
| Temps   | Athlète               | Naissance | Âge | Équipe                          | Compétition                | Lieu        | Date             |
| ------- | --------------------- | --------- | --- | ------------------------------- | -------------------------- | ----------- | ---------------- |
| 28 s 97 | Stéphane Vossart      | 1971      | 19  | AAE Péronne                     |                            | Péronne     | 24 juin 1990     |
| 28 s 41 | Stéphane Vossart      | 1971      | 21  | AAE Péronne                     |                            | Paris       | 1er février 1992 |
| 28 s 15 | Sébastien Muff        | 1974      | 25  | Mulhouse Olympic Natation       |                            | Belfort     | 12 décembre 1999 |
| 28 s 00 | Hugues Duboscq        | 1981      | 19  | Club nautique havrais           | Championnats d'Europe      | Valence     | 16 décembre 2000 |
| 27 s 85 | Hugues Duboscq        | 1981      | 19  | Club nautique havrais           | Championnats d'Europe      | Valence     | 16 décembre 2000 |
| 27 s 75 | Hugues Duboscq        | 1981      | 20  | Club nautique havrais           |                            | Paris       | 27 décembre 2001 |
| 27 s 61 | Hugues Duboscq        | 1981      | 20  | Club nautique havrais           |                            | Paris       | 27 décembre 2001 |
| 27 s 50 | Hugues Duboscq        | 1981      | 21  | Club nautique havrais           | Coupe du monde             | Paris       | 18 janvier 2002  |
| 27 s 50 | Hugues Duboscq        | 1981      | 21  | Club nautique havrais           | Championnats du monde      | Moscou      | 6 avril 2002     |
| 27 s 46 | Hugues Duboscq        | 1981      | 21  | Club nautique havrais           | Championnats du monde      | Moscou      | 7 avril 2002     |
| 27 s 42 | Hugues Duboscq        | 1981      | 23  | Club nautique havrais           | Coupe du monde             | Berlin      | 17 janvier 2004  |
| 27 s 33 | Hugues Duboscq        | 1981      | 24  | Club nautique havrais           | Coupe du monde             | Berlin      | 22 janvier 2005  |
| 27 s 19 | Hugues Duboscq        | 1981      | 25  | Club nautique havrais           | Coupe du monde             | Berlin      | 21 janvier 2006  |
| 27 s 18 | Giacomo Perez-Dortona | 1989      | 19  | Cercle des nageurs de Marseille | Championnats de France (s) | Angers      | 7 décembre 2008  |
| 27 s 09 | Hugues Duboscq        | 1981      | 27  | Club nautique havrais           | Championnats de France (f) | Angers      | 7 décembre 2008  |
| 27 s 03 | Hugues Duboscq        | 1981      | 27  | Club nautique havrais           | Championnats d'Europe (s)  | Rijeka      | 13 décembre 2008 |
| 26 s 64 | Hugues Duboscq        | 1981      | 28  | Club nautique havrais           | Coupe du monde (s)         | Stockholm   | 10 novembre 2009 |
| 26 s 35 | Hugues Duboscq        | 1981      | 28  | Club nautique havrais           | Coupe du monde (f)         | Stockholm   | 10 novembre 2009 |
| 26 s 29 | Florent Manaudou      | 1990      | 22  | Cercle des nageurs de Marseille | Championnats d'Europe (f)  | Chartres    | 24 novembre 2012 |
| 26 s 11 | Florent Manaudou      | 1990      | 24  | Cercle des nageurs de Marseille | Championnats de France (f) | Montpellier | 22 novembre 2014 |